# ウィリアム・ペパレル・モンタギュー
ウィリアム・ペパレル・モンタギュー（William Pepperell Montague, 1873年11月11日 - 1953年8月1日）は、新実在論学派の哲学者。モンタギューは、哲学者たちが「客観的実在論」と「批判的実在論」のどちらを信奉しているかという違いを強調した。
モンタギューはマサチューセッツ州チェルシーに生まれた。1899年から1903年までカリフォルニア大学バークレー校で、1903年から1947年までコロンビア大学で哲学の教授を務めた。1923年から1924年にかけて、アメリカ哲学協会東部支部の会長を務めた。ニューヨークで死去。

## 著作
- "PROFESSOR ROYCE'S REFUTATION OF REALISM", Philosophical Review 11 (1902): 43–55.
- Holt, Edwin B; Marvin, Walter T; Montague, William P; Perry, Ralph B; Pitkin, Walter B; Spaulding, Edward G. The New Realism: Cooperative Studies in Philosophy, (1912)
- The Ways of Knowing or the Methods of Philosophy (1925)
- Belief Unbound, a Promethean Religion for the Modern World (1930)
- WP Montague and GP Adams, eds. Contemporary American Philosophy: Personal Statements (1930). Two Volumes. Vol II
- The Chances of Surviving Death (1934)[3]
- The Ways of Things: A Philosophy of Knowledge, Nature and Value (1940)
- Great Visions of Philosophy (1950)